# Cadillac ATS
Cadillac ATS (укр. Кадділак Ей Ті Ес) — компактний люксовий седан від компанії Cadillac — підрозділу General Motors, що випускає люксові автомобілі.

## Опис

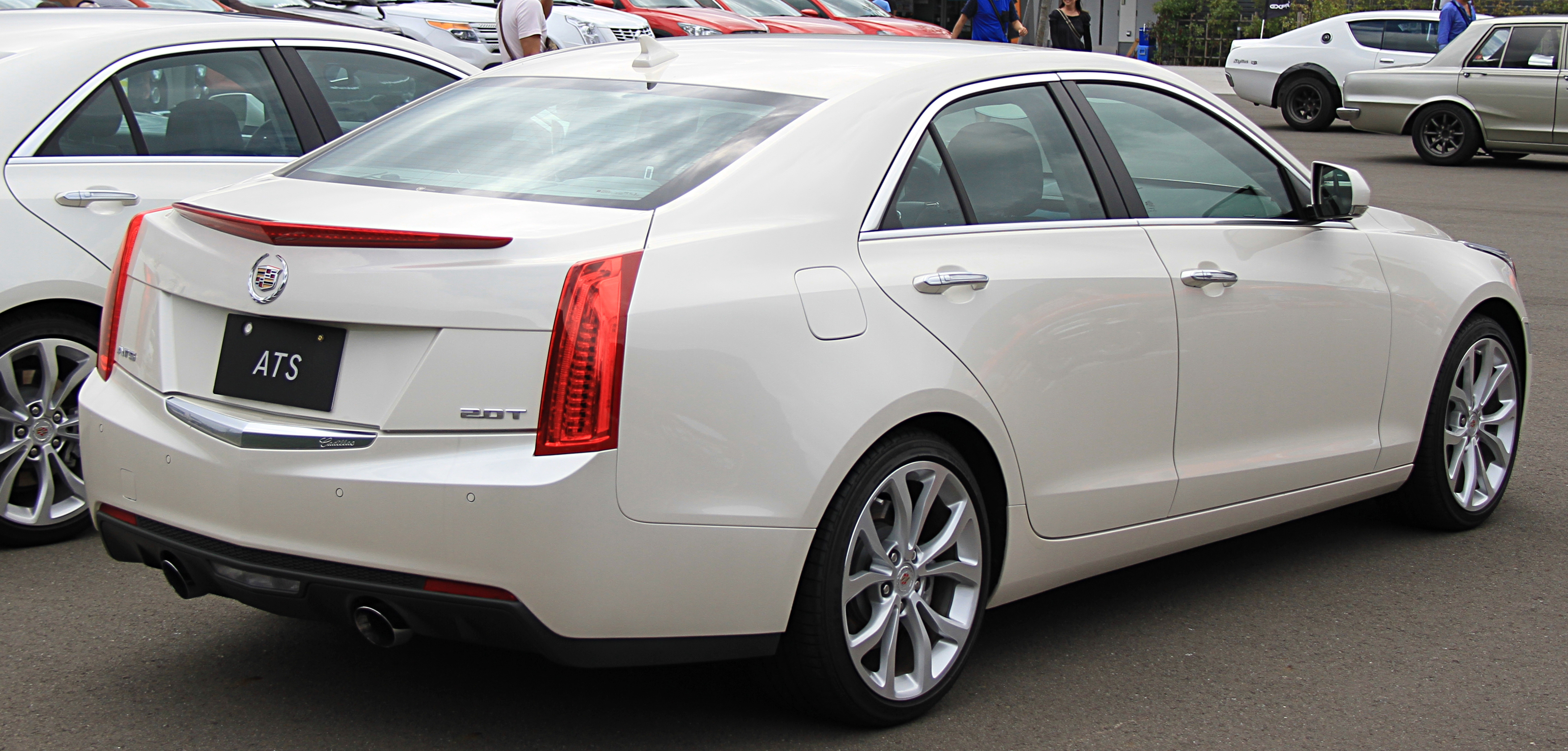
Cadillac ATS седан

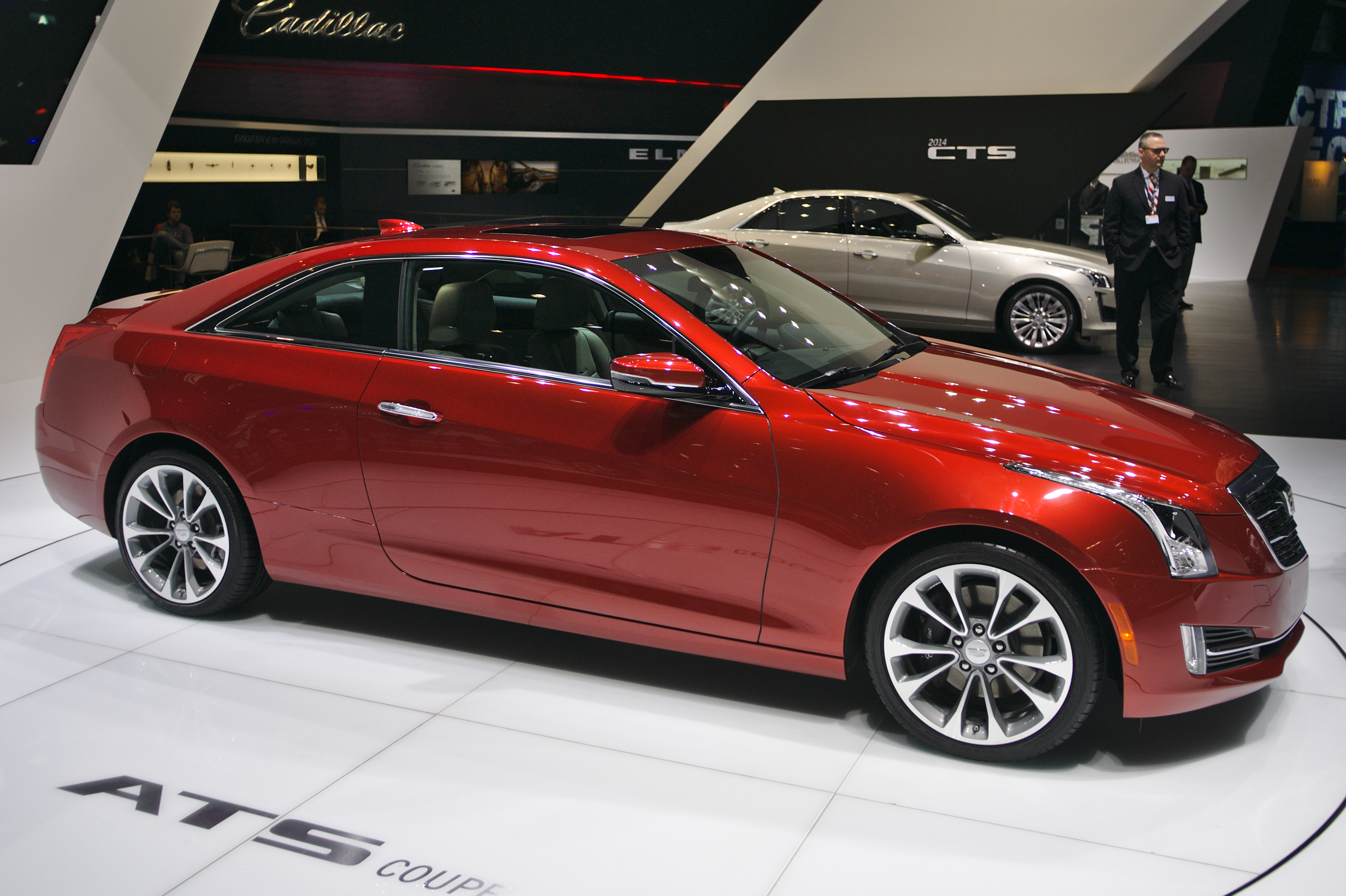
Cadillac ATS купе

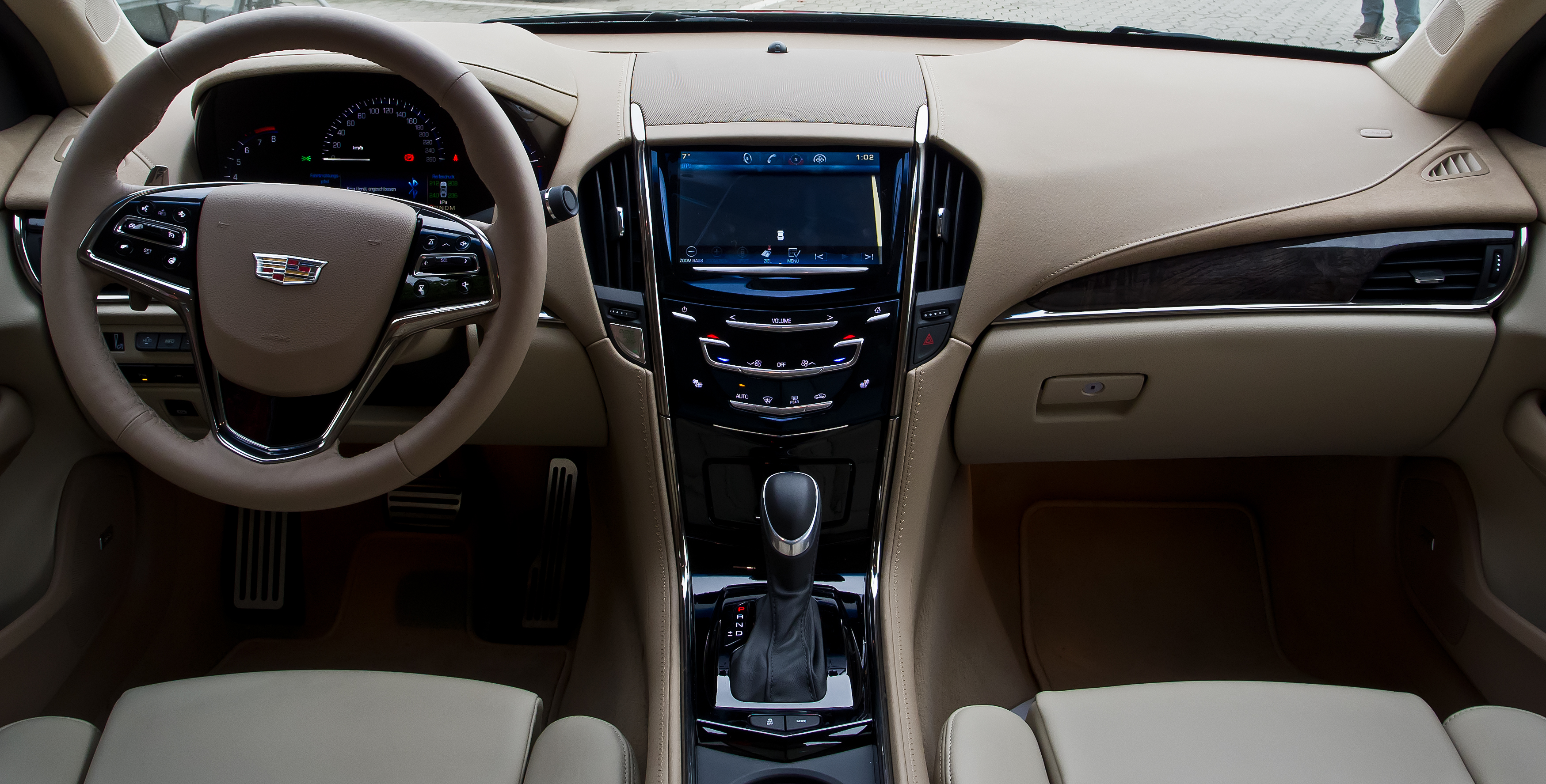

Вперше був представлений 11 серпня 2009 року як концепт-купе, потім 8 січня 2012 року на прес-конференції в Детроїт, Мічиган, представники Cadillac офіційно заявили, що автомобіль готовий і випуск запланований на літо 2012 року. Побудований на новій платформі General Motors — GM Alpha platform. Продажі запланована спочатку в США, а потім в Китаї та Європі. Також автомобіль дебютував на Женевському автосалоні в 2012 році. У першу чергу ця модель буде конкурувати з BMW 3 серії, а також з іншими компактними люксовими авто, такими як Lexus IS та Acura TSX.
У 2016 році модель була доповнена системою Apple CarPlay, новими двигунами, а також новою технологією з підтримкою 4G LTE радіо. Відмінною рисою АТС є вібруюче крісло безпеки. Стандартне обладнання до седана і купе Cadillac ATS 2016 року включає в себе: двозонний клімат-контроль, безключовий доступ, Bluetooth, аудіосистему Bose з 10 динаміками і USB / SD / Auxiliary портами. Базове устаткування для автомобіля з кузовом купе також включає в себе: турбонаддувний двигун, камеру заднього виду, передні гальма Brembo і 18-дюймові диски. Як додаткове оснащення для Cadillac ATS виділяють: шкіряну обшивку салону, електропривідні передні сидіння, камеру заднього виду, інформаційну систему CUE, аудіосистему Bose з 10 динаміками, систему контролю смуги руху, систему запобігання зіткнень, навігаційну систему, складне заднє сидіння, дисплей «head-up», систему моніторингу сліпих зон, систему автоматичного гальмування, магнітну підвіску і повний привід.

## Двигуни
- 2,0 л GM Family II LTG І4, потужністю 276 к.с. при 5500 об/хв, крутним моментом 353 Нм при 1700-5500 об/хв.
- 2,5 л GM Family II LCV І4, потужністю 205 к.с. при 6300 об/хв, крутним моментом 258 Нм при 4400 об/хв.
- 3,6 л GM High Future LFX V6, потужністю 325 к.с. при 6800 об/хв, крутним моментом 371 Нм при 4800 об/хв.
- 3,6 л GM High Future LFX V6, потужністю 335 к.с. при 6800 об/хв, крутним моментом 386 Нм при 4800 об/хв.
- 3,6 л GM High Future LF4 V6, потужністю 464 к.с. при 5850 об/хв, крутним моментом 603 Нм при 3500 об/хв.

## Продажі
| рік  | США    | світ   |
| ---- | ------ | ------ |
| 2012 | 7,008  |        |
| 2013 | 38,319 |        |
| 2014 | 29,890 | 46,648 |
| 2015 | 26,873 | 63,049 |
| 2016 | 21,505 |        |
| 2017 | 13,100 |        |
| 2018 | 10,859 |        |
| 2019 | 1,134  |        |
| 2020 | 116    |        |